# Meibomia elegans
Meibomia elegans là một loài thực vật có hoa trong họ Đậu. Loài này được (Schltdl.) Schindl. mô tả khoa học đầu tiên năm 1926.